# San Sossio Baronia
San Sossio Baronia é uma comuna italiana da região da Campania, província de Avellino, com cerca de 1.914 habitantes. Estende-se por uma área de 19 km², tendo uma densidade populacional de 101 hab/km². Faz fronteira com Anzano di Puglia (FG), Flumeri, Monteleone di Puglia (FG), San Nicola Baronia, Trevico, Vallesaccarda, Zungoli.

## Demografia
| Variação demográfica do município entre 1861 e 2011                               |
|                                                                                   |
| Fonte: Istituto Nazionale di Statistica (ISTAT) - Elaboração gráfica da Wikipedia |